# Rivière Fortier (rivière Gatineau)
Pour les articles homonymes, voir Fortier.
La rivière Fortier est un tributaire de la rivière Gatineau laquelle se déverse dans la rivière des Outaouais. La rivière Fortier coule dans territoire non organisé du Lac-Oscar, puis celui du Lac-De La Bidière, dans la municipalité régionale de comté (MRC) de Antoine-Labelle, dans la région administrative des Laurentides, au Québec, au Canada.

## Géographie
La rivière Fortier prend sa source dans le lac Rivard, à La Tuque. Elle coule ensuite sur 45 km pour se jeter dans la Rivière Gatineau à Lac-De La Bidière.

## Toponymie
La rivière doit son nom à Alcée Fortier (1856-1914), historien de l'Université Tulane, en Louisiane. Il a été délégué au premier Congrès de la langue française tenu à Québec en 1912 où il a tenu une conférence sur la Louisiane française.